# Robert Wilkie
Robert Leon Wilkie Jr. (nasceu a 2 de agosto de 1962) é um advogado americano e funcionário do governo que serviu como Secretário de Assuntos de Veteranos dos Estados Unidos na administração Trump de 2018 a 2021. Ele foi confirmado a 23 de julho de 2018 pelo Senado dos Estados Unidos. A votação foi de 86–9. Sendo empossado a 30 de julho de 2018.
Antes de se tornar o Secretário dos Assuntos de Veteranos, Wilkie atuou como Subsecretário de Defesa de Pessoal e Prontidão de 30 de novembro de 2017 a 30 de julho de 2018. Um oficial de inteligência na Reserva Naval dos Estados Unidos, ele atuou anteriormente como Secretário Adjunto da Defesa para os Assuntos Legislativos na administração do presidente George W. Bush.

## Juventude e Educação
Wilkie nasceu em Frankfurt, na Alemanha Ocidental, e estudou na Salisbury Cathedral School, na Inglaterra, e na Reid Ross High School, em Fayetteville, Carolina do Norte. Filho de um oficial de carreira do Exército, ele cresceu em Fort Bragg, Carolina do Norte. Ele é casado com Julia Wilkie, que conhece desde a sua infância.
Wilkie recebeu o seu diploma de bacharelado pela Wake Forest University na Carolina do Norte. Ele recebeu o título de JD pela Loyola University School of Law em Nova Orleães em 1988.
Wilkie serviu na Reserva da Marinha dos Estados Unidos e está atualmente na Reserva da Força Aérea dos Estados Unidos, onde detém o posto de Coronel.